# Selce pri Špeharjih
Selce pri Špeharjih je naselje v Občini Črnomelj. Ustanovljeno je bilo leta 2000 iz dela ozemlja naselja Breg pri Sinjem Vrhu. Leta 2015 je imelo dva prebivalca.